# Alexandra (bateau à vapeur)
Pour les articles homonymes, voir Alexandra.
Le Alexandra est un ancien bateau à vapeur de transport qui était exploité sur la ligne du fjord de Flensbourg dès 1908. Mis hors service en 1975, il est désormais à quai comme navire musée au port historique de Flensbourg (Museumshafen Flensburg (de)).
Il est classé monument historique du Schleswig-Holstein depuis 1990.

## Historique
Le navire a été construit à Hambourg au chantier naval Janssen & Schmilinsky pour le Vereinigte Flensburg-Ekensunder et Sonderburger Dampfschiffsgesellschaft après avoir été baptisé par la princesse Alexandra de Schleswig-Holstein-Sonderburg-Glcksburg en mai 1908 et remis à la compagnie maritime le 31 mai 1908. Le navire a été mis en service de ligne sur le fjord de Flensbourg. 
Pendant la Première Guerre mondiale, il a servi de bateau d'avant-poste de 1914 à 1918. De 1919 à 1934, le navire a repris son service régulier jusqu'en 1934. Puis il a été repris par la société nouvellement fondée, la Förde Reederei Seetouristik (en). Lors des compétitions de voile dans le Fœrde de Kiel pendant les Jeux olympiques d'été de 1936, le navire a été utilisé comme navire d'escorte de régate. 
Plus tard, l'Alexandra est devenu un bateau pilote dans la mer Baltique ainsi qu'un bateau de plongée et un bateau de récupération de torpilles dans la baie de Gdańsk. En 1945, l'Alexandra à Gdynia a servi de navire auxiliaire pour le Wilhelm Gustloff, a été impliqué dans l'évacuation de Königsberg (Opération Hannibal) et a été utilisé dans d'autres transports de blessés et de réfugiés à travers la mer Baltique. Dans les derniers jours de la guerre, le navire chargé de réfugiés est rentré dans le Schleswig-Holstein. 
Entre 1946 et 1975, l'Alexandra a de nouveau été utilisé en service régulier, en particulier entre Flensbourg et Glücksburg. Lors des compétitions de Voile aux Jeux olympiques d'été de 1972, il a de nouveau été utilisé comme bateau d'escorte pour les régates. En raison de sa non-rentabilité, le déclassement a suivi le 31 août 1975. Le navire est resté inactif dans le port de Flensbourg et sans entretien.

### Préservation
Le groupe Rettet die Alexandra a été formé entre 1975 et 1979. Le 1er juillet 1979, la Verein zur Förderung dampfgetriebener Fördeschiffe e.V. a été fondée, qui est devenue plus tard une partie de lz Förderverein Salondampfer Alexandra e.V.. Entre 1980 et 1982, le navire a été réparé et a participé à des festivals portuaires. 
En 1982, l'Alexandra a été reconnue comme monument culturel par l'Office d'État du Schleswig-Holstein pour la préservation des monuments. Le 1er octobre 1986, le paquebot a été donné à l'association par la compagnie maritime contre l'exigence de réparations complètes. Le coût de la rénovation, estimé à 820.000 DM, a été subventionné par le gouvernement fédéral, l'Etat et le bureau de l'emploi à hauteur de 700.000 DM, le montant restant devant être collecté par l'association de parrainage. La rénovation de la coque au chantier naval Peter Eberhardt à Arnis a commencé en mars 1987 et le navire est rentré à Flensbourg le 18 décembre 1988. Depuis 1989, l'Alexandra fait un service de ferry régulier sur le fjord de Flensbourg de mai à septembre. Le 26 octobre 1990, Alexandra a été officiellement inscrite au livre des monuments du Schleswig-Holstein. Le navire participe à la Semaine de Kiel depuis 1991. En 1992, le Kuratorium Salondampfer Alexandra e.V.  a été fondé en tant qu'association de financement. Depuis 1993, Alexandra est l'hôte du plus grand meeting régulier de bateaux à vapeur d'Europe en termes de puissance, le Flensburger Dampf Rundum (de).

### Navires similaires
- le navire vapeur de transport Prinz Heinrich de Leer, construit en 1909.
- Un autre navire a vapeur du chantier naval Meyer, Albatros de 1912 peut encore être vu sur terre dans la station balnéaire de la mer Baltique de Damp.